# Bansuri
Een bansuri is een bamboefluit uit de Hindoestaanse muziek. De naam, een samenstelling van de woorden voor bamboe (ban) en toon (shruti, shri, suri), kan eigenlijk op alle fluiten van bamboe slaan, maar gewoonlijk wordt er een Indiase blokfluit of dwarsfluit mee bedoeld. De bansuri wordt vaak geassocieerd aan de Hindoe god Krishna, die vaak wordt afgebeeld spelend op een bansuri..

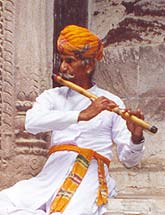
Bansurispeler

De bansuri heeft in zijn basisgestalte zes vingergaten, met soms een zevende gat dat door de pink of voet wordt afgedekt.
Hoewel oorspronkelijk met name in de Indiase volksmuziek gebruikt, werd de bansuri halverwege de twintigste eeuw door Pannalal Ghosh tot volwaardig klassiek solo-instrument ontwikkeld. De bekendste bansurispeler is Hariprasad Chaurasia.